# Lüterkofen-Ichertswil
Lüterkofen-Ichertswil är en kommun i distriktet Bucheggberg i kantonen Solothurn, Schweiz. Kommunen har 904 invånare (2023). Den består av orterna Lüterkofen och Ichertswil.